# Tragia durbanensis
Tragia durbanensis är en törelväxtart som beskrevs av Carl Ernst Otto Kuntze. Tragia durbanensis ingår i släktet Tragia och familjen törelväxter. Inga underarter finns listade i Catalogue of Life.

## Bildgalleri

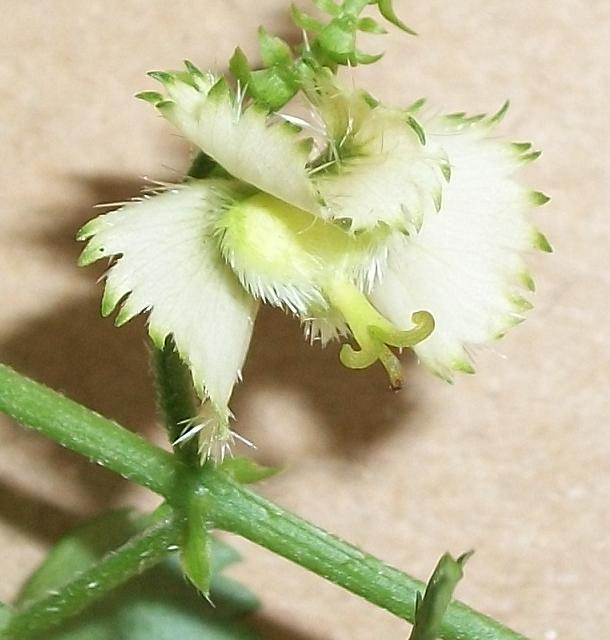
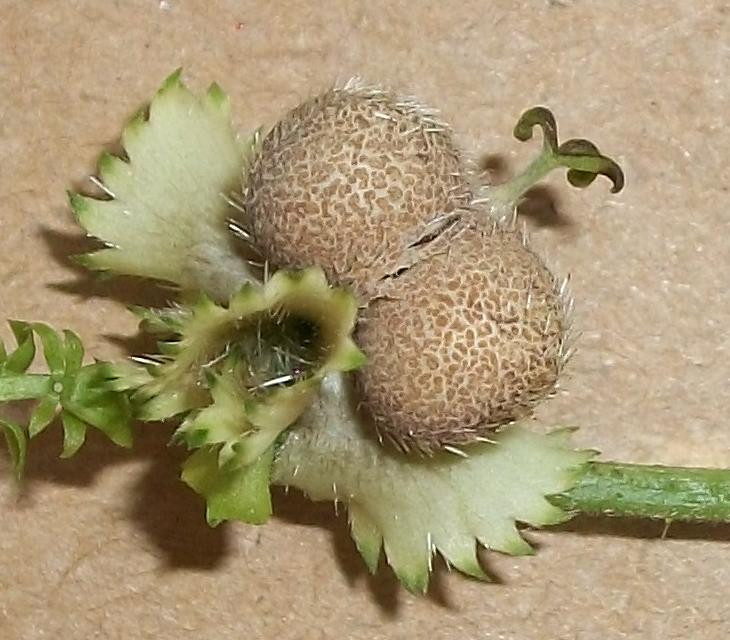
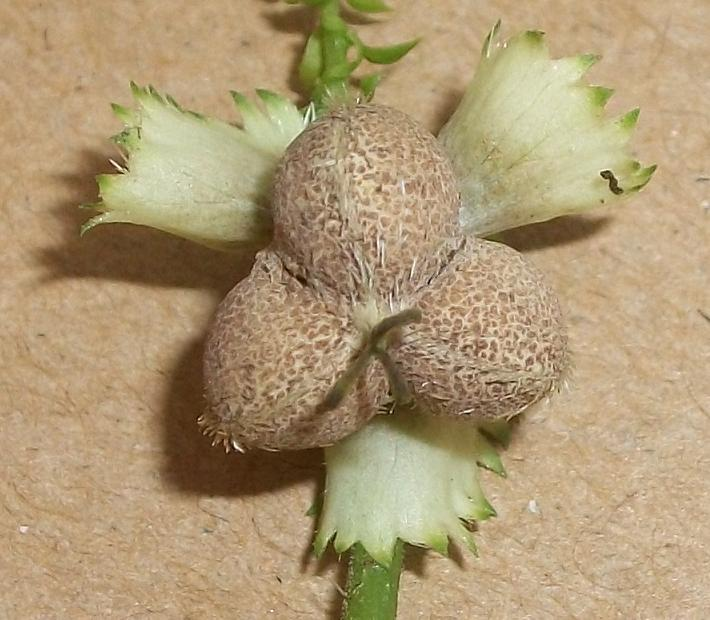